# Jejeliv, Kozeatîn
Jejeliv (în ucraineană Жежелів) este o comună în raionul Kozeatîn, regiunea Vinnița, Ucraina, formată numai din satul de reședință.

## Demografie
Componența lingvistică a satului Jejeliv
     Ucraineană (99,31%)
     Alte limbi (0,62%)
Conform recensământului din 2001, majoritatea populației satului Jejeliv era vorbitoare de ucraineană (99,31%), existând în minoritate și vorbitori de alte limbi.